# Schlafmohn
Schlafmohn (Papaver somniferum) ist eine Pflanzenart aus der Gattung Mohn (Papaver) innerhalb der Familie der Mohngewächse (Papaveraceae). Sie zählt zu den ältesten Heilpflanzen. Der Samen kann als Nahrungsmittel sowie zur Ölgewinnung verwendet werden. Alle Teile des Schlafmohns enthalten Morphium und andere Alkaloide, in hoher Konzentration vor allem der Milchsaft, der in einem dichten Netz von Milchröhren die ganze Pflanze und insbesondere das Perikarp der Kapselfrucht durchzieht. Dieser aus unreifen, eingeritzten Kapselfrüchten entrinnende Saft kann geerntet werden und bildet in getrockneter Form das Betäubungsmittel Opium. Der Name Opium stammt aus der griechischen Sprache und bedeutet so viel wie „Säftchen“.

## Beschreibung und Phänologie

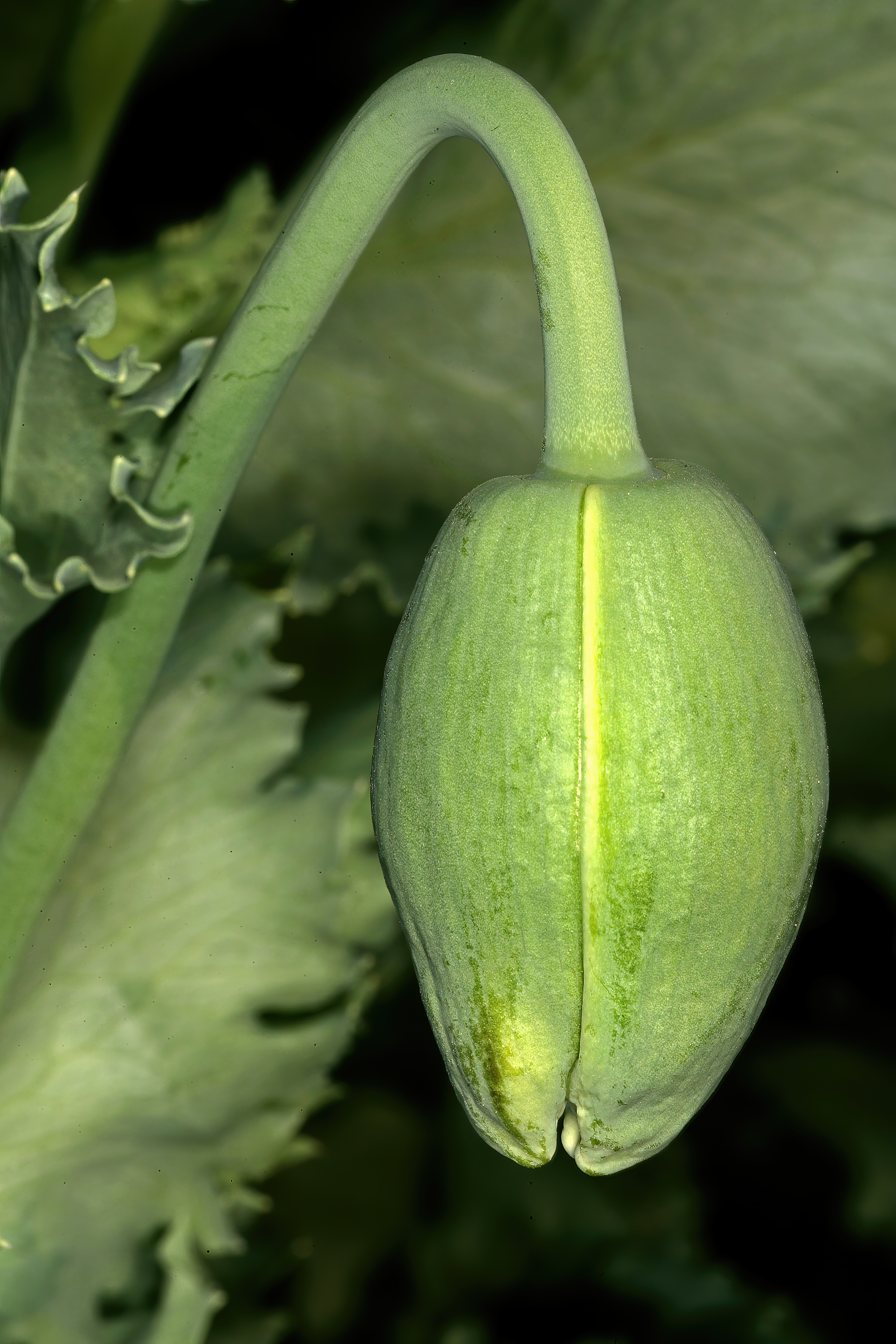
Überhängende Blütenknospe mit den zwei Kelchblättern

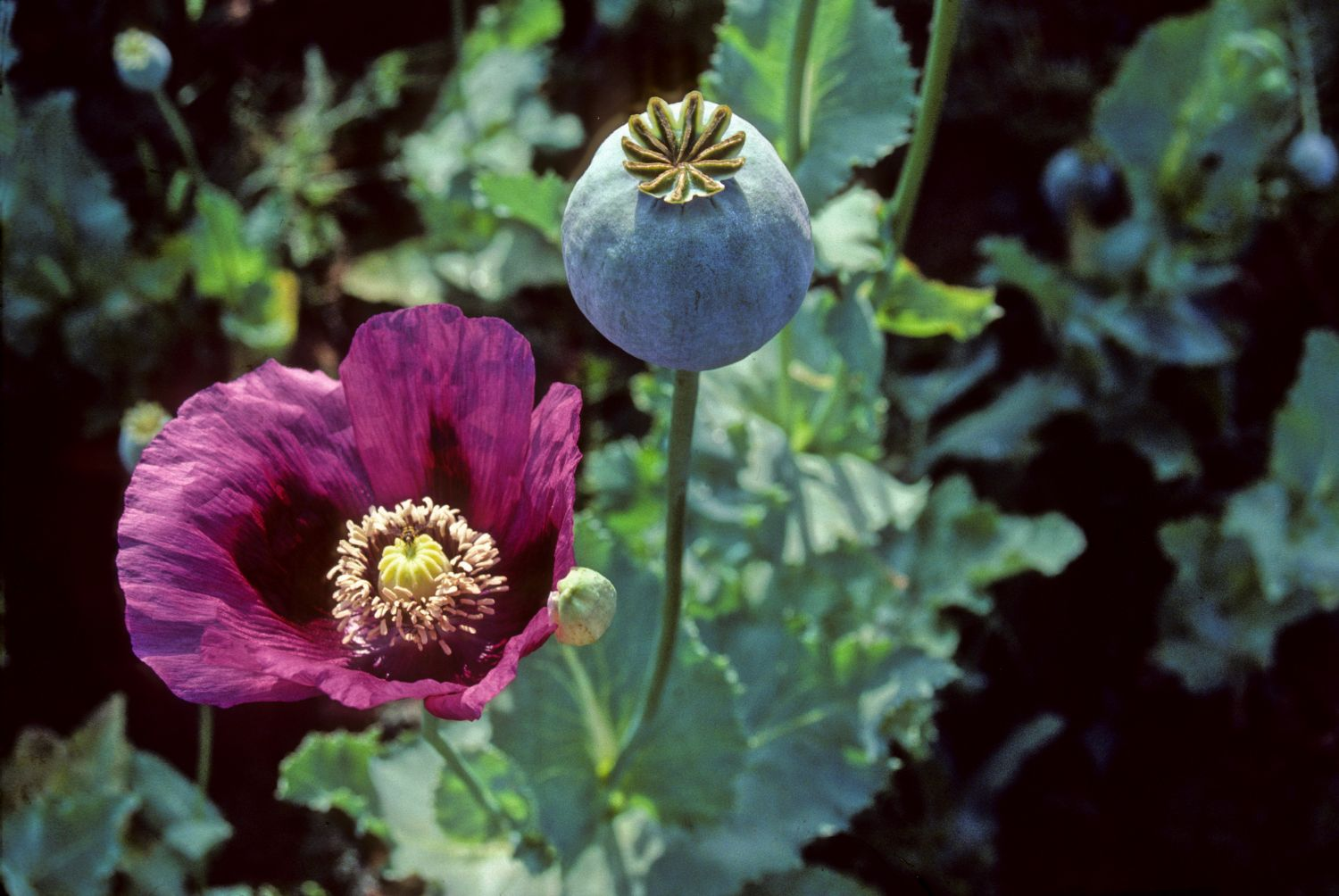
Blüte und Frucht

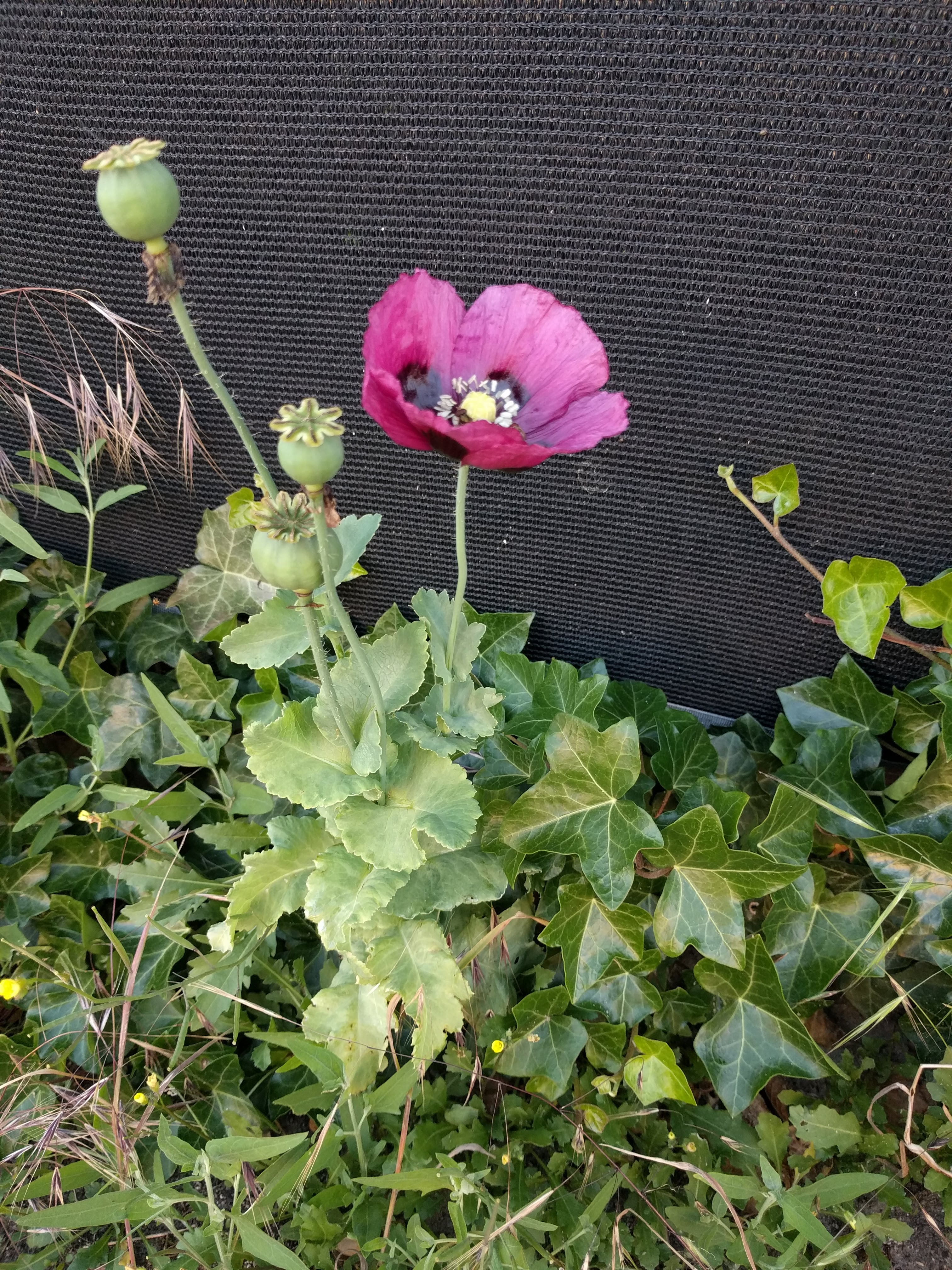
Habitus

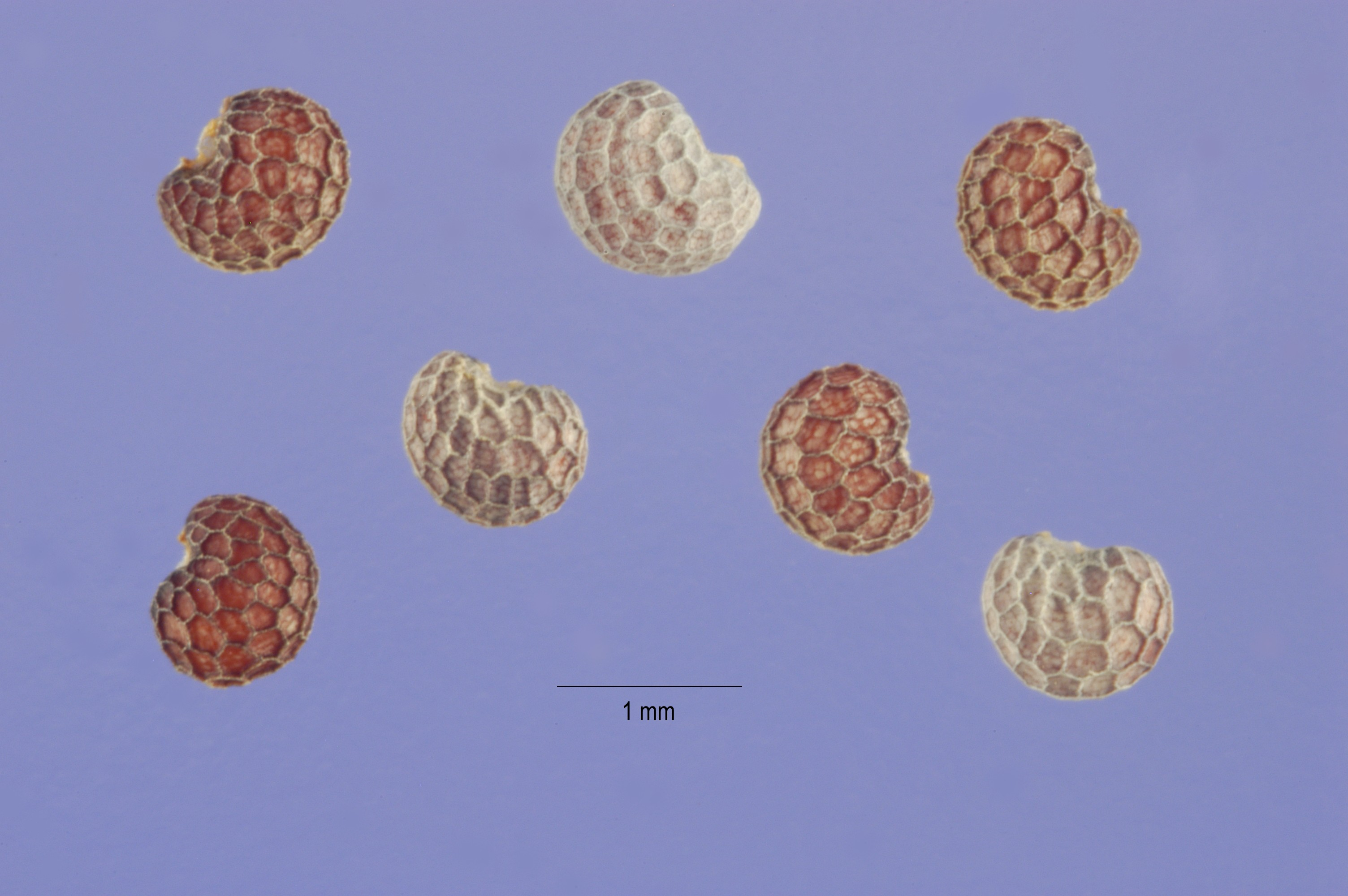
Samen

### Vegetative Merkmale
Der Schlafmohn ist eine einjährige krautige Pflanze, die Wuchshöhen von 0,3 bis 1,5 Metern erreicht. Der aufrechte, runde, überlaufende Stängel ist selten verzweigt. Es wird eine Pfahlwurzel gebildet.
Die einfachen, wechselständigen Laubblätter sind 5 bis 20 Zentimeter lang. Der Blattrand ist gezähnt bis gesägt. Die unteren Blätter sind in einen kurzen Stiel verschmälert; die oberen sind stängelumfassend.

### Generative Merkmale
Die Blütezeit reicht von Juni bis August. Der Blütenstiel ist schlank und behaart.
Die relativ große Blütenknospe ist meist 15 bis 25 (10 bis 30) Millimeter lang und hängt über. Beim Öffnen der Blütenknospe fallen die zwei Kelchblätter ab. Die geöffneten, zwittrigen Blüten sind bei einem Durchmesser von 5 bis 10 Zentimetern radiärsymmetrisch. Die vier weißen bis violetten (selten roten) Blütenkronblätter sind etwa doppelt so groß wie die Kelchblätter und weisen am Grund einen dunklen Fleck auf. Die Staubblätter sind in gelbe Staubfäden und 2 bis 4 Millimeter lange Staubbeutel gegliedert. Die Blüte ist meist schon nach wenigen Tagen komplett bestäubt und wirft dann auch ihre Blütenkronblätter ab. Die Blüten von Ziermohnrassen können andersfarbig sein und mehr als vier Blütenkronblätter besitzen.
Die kugeligen Kapselfrüchte enthalten hunderte Samen. Die relativ kleinen Samen sind nierenförmig, hart, erhaben netzartig geadert und grubig vertieft. Stahlblaue Samen sind der Wildform am ähnlichsten, weißliche Samen enthalten weniger Öl und werden zur Mehlherstellung verwendet. Eine Sorte mit grauen Samen (Waldviertler Graumohn) ist in Österreich populär und dessen Herkunftsbezeichnung geschützt. Die Tausendkornmasse beträgt nur etwa 0,3 bis 0,7 Gramm.
Die Chromosomenzahl beträgt 2n = 22 oder 44.

## Standortbedingungen
Die ökologischen Zeigerwerte nach Landolt et al. 2010 sind in der Schweiz: Feuchtezahl F = 2+ (frisch), Lichtzahl L = 4 (hell), Reaktionszahl R = 3 (schwach sauer bis neutral), Temperaturzahl T = 4 (kollin), Nährstoffzahl N = 4 (nährstoffreich), Kontinentalitätszahl K = 3 (subozeanisch bis subkontinental).
Der Schlafmohn wird in den Alpentälern bis in Meereshöhen von 1600 Metern angebaut.

## Systematik

### Taxonomie
Die Erstveröffentlichung von Papaver somniferum erfolgte 1753 durch Carl von Linné in Species Plantarum, Tomus I, S. 508. Das Artepitheton somniferum leitet sich aus dem Lateinischen ab und bedeutet „Schlaf bringend“; es verweist auf die Verwendung als Schlafmittel für Kinder in der griechischen Antike. Synonyme für Papaver somniferum L. sind: Papaver album Mill., Papaver hortense Hussenot nom. illeg., Papaver officinale C.C.Gmel., Papaver somniferum var. nigrum DC., Papaver somniferum subsp. nigrum (DC.) Thell., Papaver somniferum subsp. nigrum Schübl. & G. Martens, Papaver somniferum subsp. hortense Arcang., Papaver somniferum subsp. hortense (Hussenot) Corb., Papaver somniferum subsp. songaricum Basil.

### Botanische Geschichte
Je nach Autor gibt es keine oder mehrere Unterarten:
- Papaver somniferum L. subsp. somniferum: Die Chromosomenzahl ist 2n = 22 oder 44.[8]
- Papaver somniferum subsp. setigerum (DC.) Arcangeli (Syn.: Papaver setigerum DC.): Sie kommt in Südeuropa, Nordafrika, Vorderasien und in Makaronesien vor. Die Chromosomenzahl beträgt 2n = 22 oder 44.[8]
- Papaver somniferum subsp. songaricum Basil.: Sie kommt auf der Balkanhalbinsel und in Asien vor.[8]

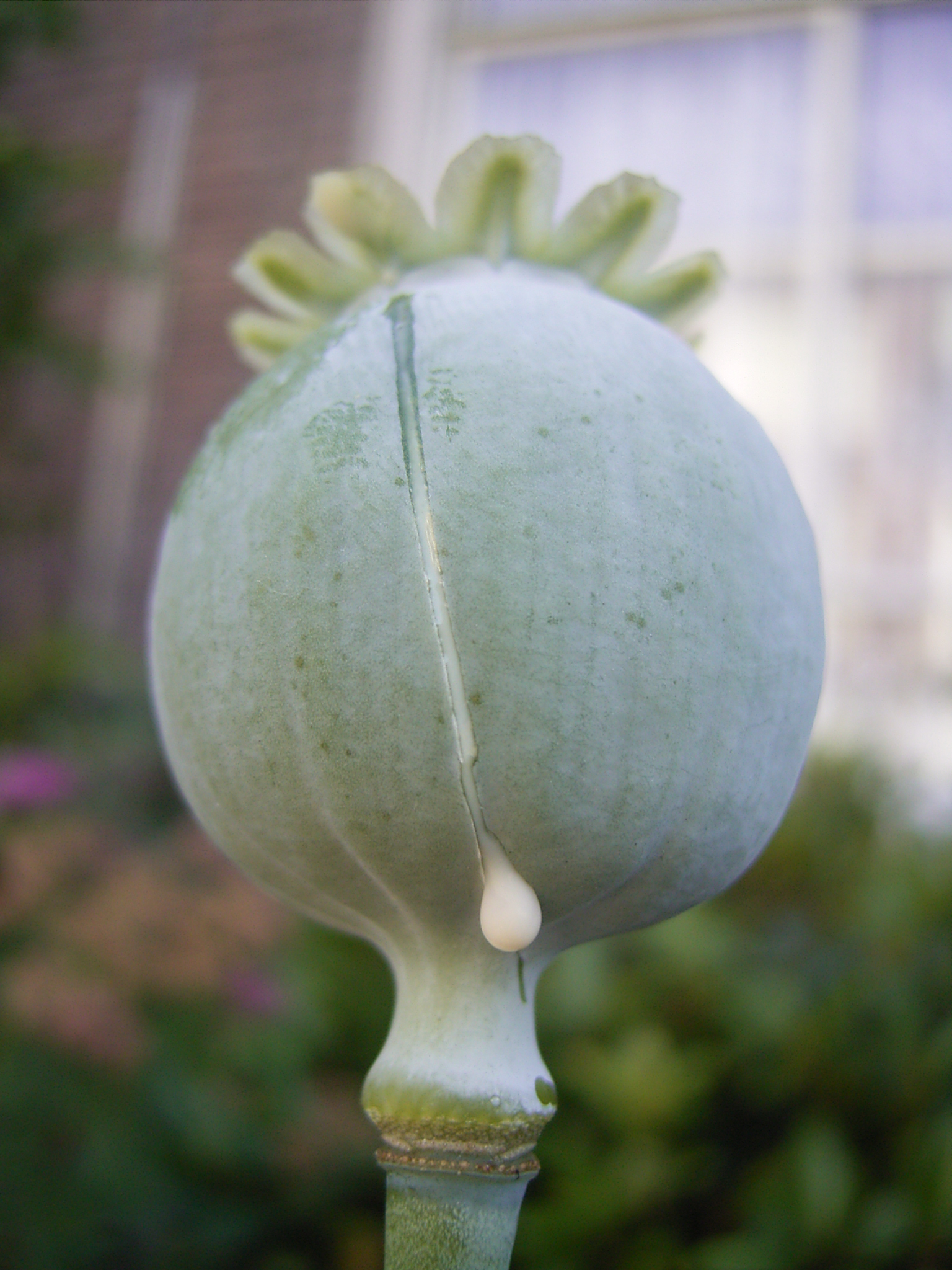
Durch Anritzen unreifer Kapselfrüchte gewonnener Milchsaft von Papaver somniferum liefert beim Trocknen Opium

## Herkunft und Geschichte
Der wilde „Vorläufer“ des Schlafmohns ist umstritten, diskutiert werden Papaver glaucum Boiss. et Hausskn., Papaver aculeatum Thunb. und, wie bereits bei De Candolle, der im westlichen Mittelmeerraum beheimatete Borstenmohn (Papaver somniferum subsp. setigerum (DC.) Arcang.). Der Borstenmohn gilt als der wahrscheinlichste Kandidat. Der genaue Ursprung des Schlafmohns ist unbekannt, es werden sowohl der östliche als auch der westliche Mittelmeerraum angenommen. Die größte Artenvielfalt von Papaver-Arten findet sich in der östlichen Ägäis und in Iran. Aber auch eine Domestikation im Gebiet der Linearbandkeramik wäre möglich.
Die Verwendung des Schlafmohns als Nutzpflanze ist in Mitteleuropa seit der jungsteinzeitlichen älteren Phase der Bandkeramischen Kultur, ab etwa 5200 v. Chr. nachgewiesen. Mohn gehört damit zu den ältesten Kulturpflanzen in Mitteleuropa. Aurélie Salavert erwägt, dass der Schlafmohn zusammen mit anderen mediterranen Kulturpflanzen wie Nacktgerste den belgischen Hennegau erreichte und hier von der Kultur der Linearbandkeramik übernommen wurde. Manen sieht in diesem Gebiet auch einen Cardial-Einfluss in der Keramik. Auch der Einfluss der La-Hoguette-Kultur wurde diskutiert. Aus Ibrány–Nagyerdő, Huda-tábla stammt ein angeblich Körös-zeitlicher Schlafmohnfund.
Mohn lässt sich archäobotanisch nur nachweisen, wenn mit sehr feinen Maschenweiten geschlämmt wird, daher ist es schwer, seine Verbreitung zu beurteilen.

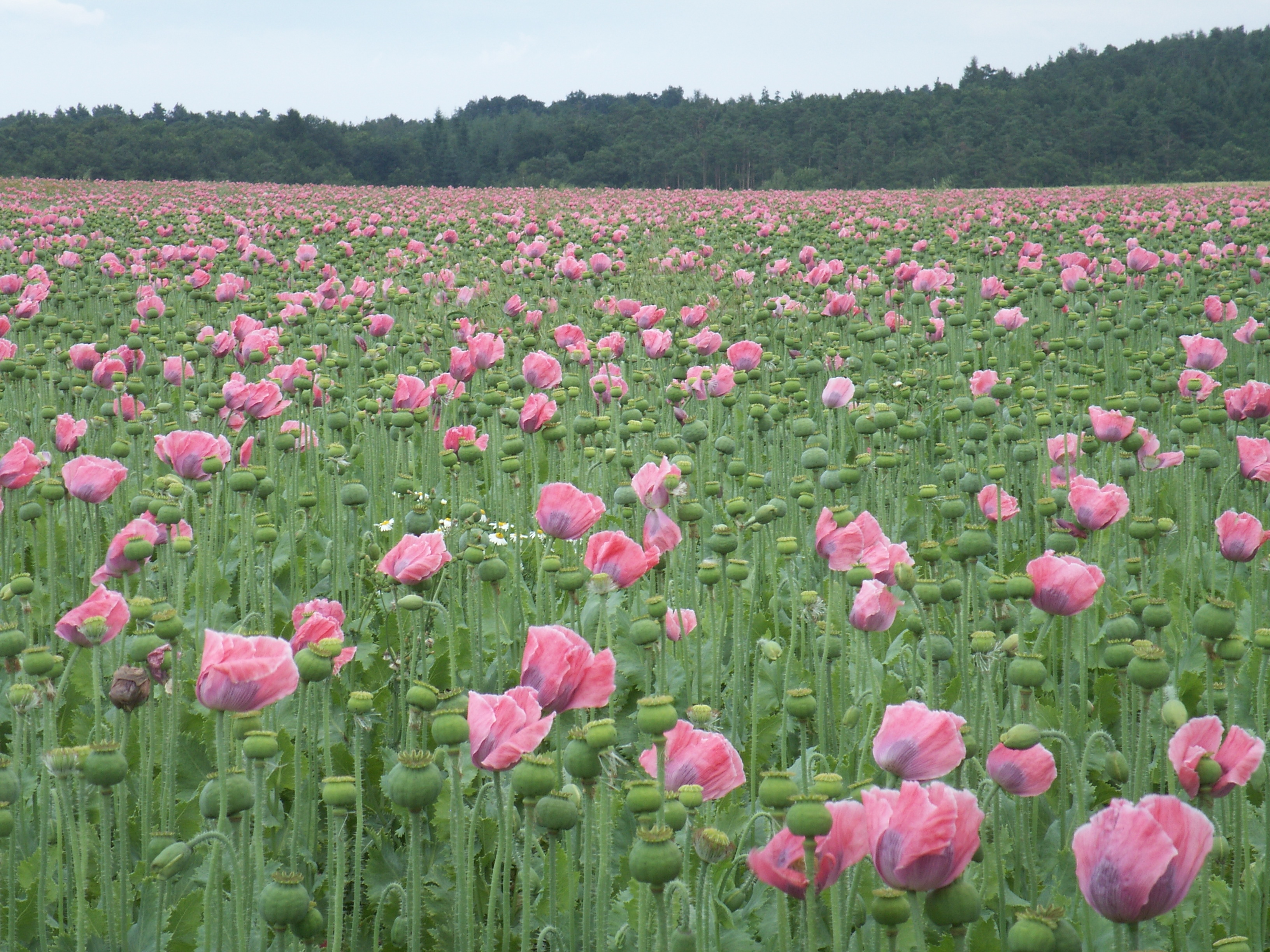
Mohnfeld im Waldviertel (Niederösterreich)

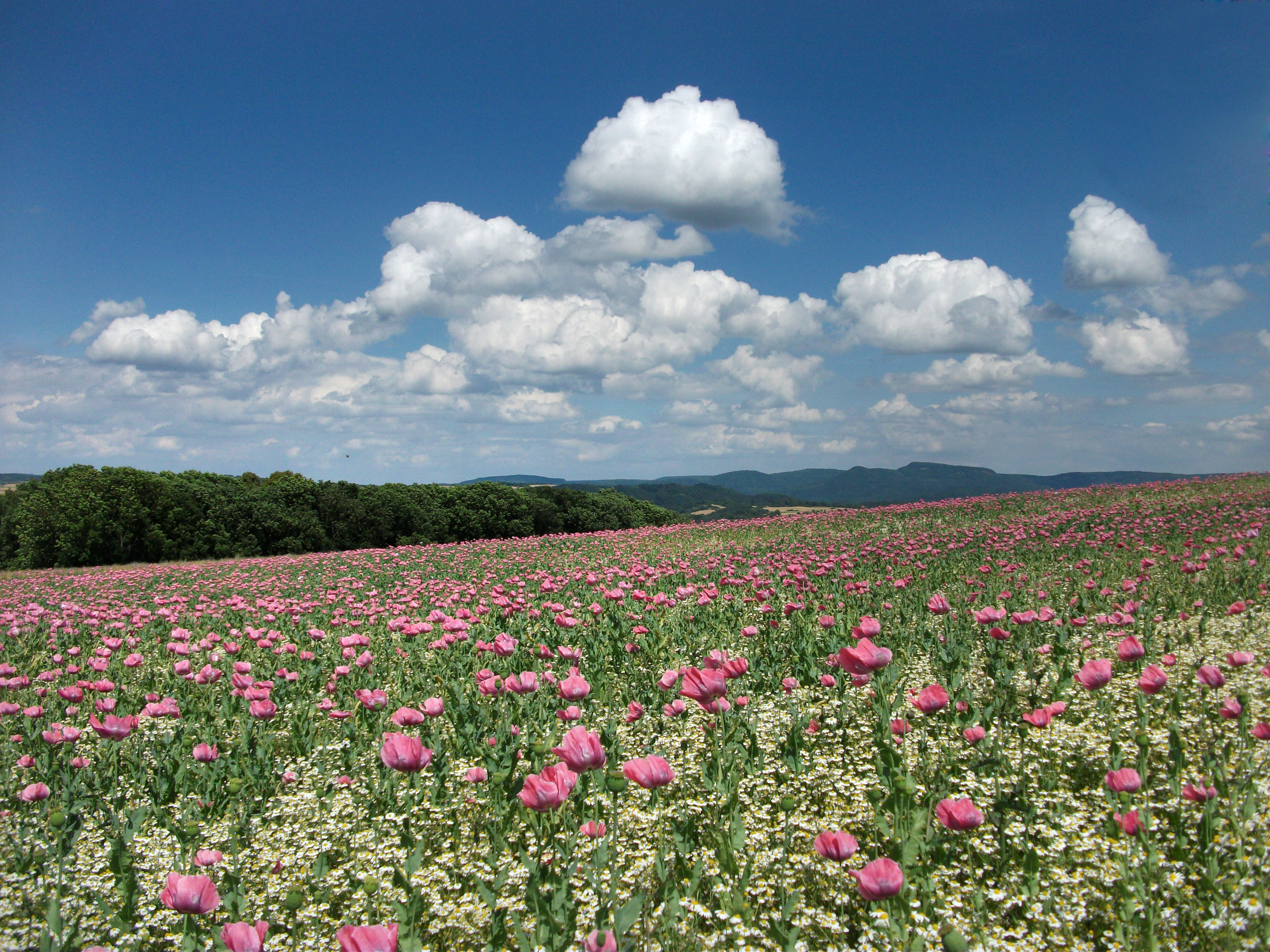
Mohnanbau im Geo-Naturpark Frau-Holle-Land: Germerode im nordhessischen Werra-Meißner-Kreis.

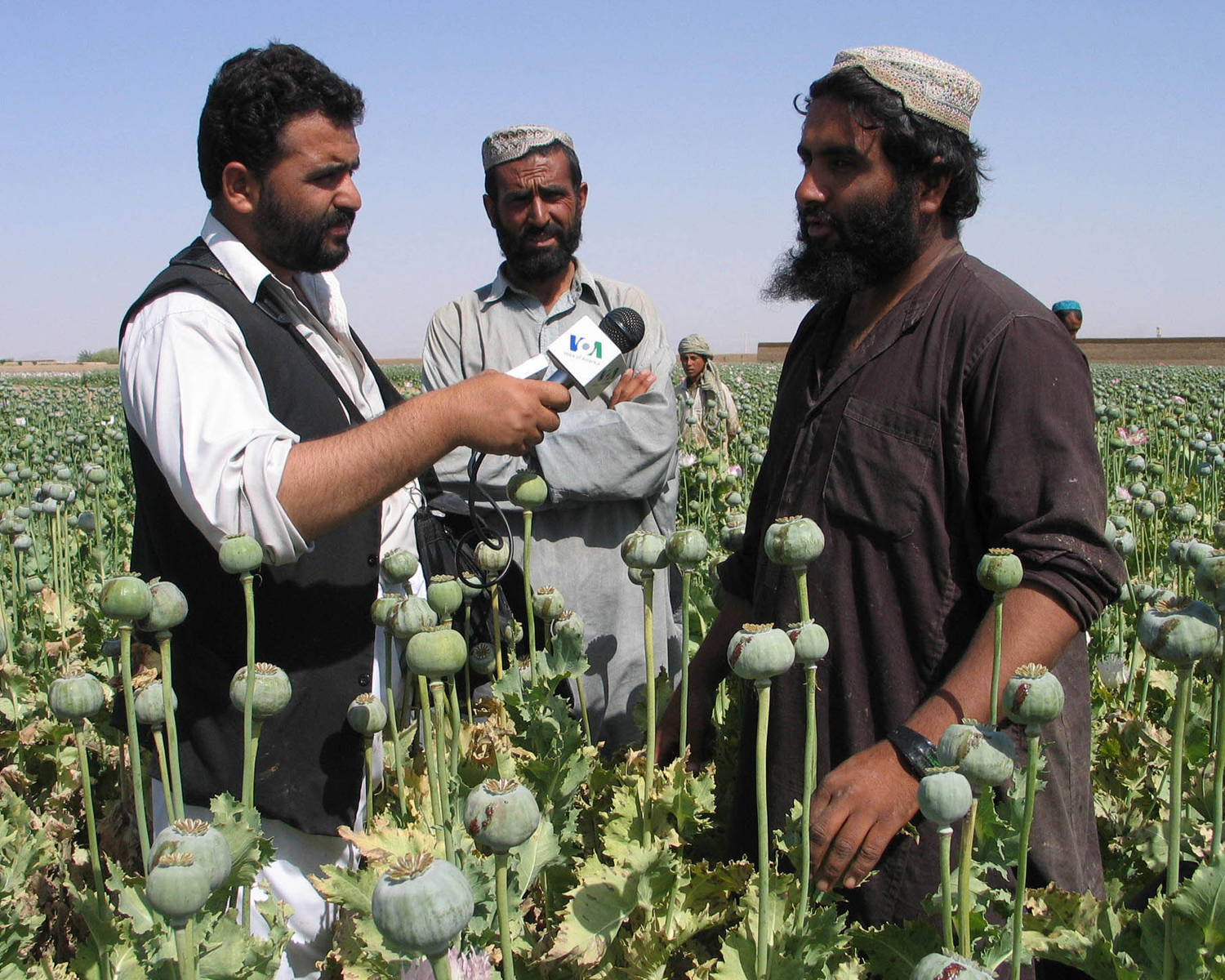
Afghanischer Mohnbauer in seinem Feld

Auf Zypern wurden in der späten Bronzezeit Flaschen hergestellt, die die Form einer Mohnkapsel hatten (Base Ring ware) und nach Analysen Opium enthielten. 1975 wurde in der Hauptstadt Kition ein 14 Zentimeter langer Bronzezylinder aus dem 12. Jahrhundert v. Chr. ausgegraben, der als Opiumpfeife interpretiert wird und wohl aus dem Tempel einer Fruchtbarkeitsgottheit stammt. In Ägypten ließen sich Opium-Mixturen bis in die Zeit um 1800 v. Chr. zurückverfolgen. Die Ägypter importierten Opium vielleicht von Zypern, bauten es später selbst im Niltal an und benutzten es bei Kulthandlungen und spätestens um 1300 v. Chr. als Narkotikum. Sie lagerten ihr Opium in speziellen Gefäßen, den Bilbil-Krügen (arabische Bezeichnung, Cypriote Base ring vessels).
In zahlreichen Werken wird behauptet, der Schlafmohn sei auf sumerischen Keilschrifttafeln erwähnt, dies geht jedoch auf einen Lesefehler zurück. Die Sumerer bezeichneten den Schlafmohn angeblich als „Pflanze der Freude“ (HUL.GIL), auch diese Übersetzung ist aber nicht gesichert.
Aus dem alten Griechenland belegen archäologische Funde, dass die Griechen Opium für kultische und auch medizinische Zwecke gebrauchten. Die Mohnkapsel war das Symbol für den Schlafgott Hypnos, für Morpheus, den Gott des Traumes, für Nyx, die Göttin der Nacht, und für Thanatos, den Gott des Todes; diese Symbolkraft der Mohnkapsel für den Traum, den Schlaf und den Tod hat einen vielfältigen Niederschlag in der bildenden Kunst gefunden. Als ein Schmerzen dämpfendes Mittel wurde Opium um 450 v. Chr. auch in den hippokratischen Schriften empfohlen. Im römischen Reich kam der Schlafmohn in den zweifelhaften Rang einer Wohlstandsdroge. Bei einer Inventur des kaiserlichen Palastes im Jahre 214 wurden insgesamt 17 Tonnen Opium gezählt. Seit etwa 1100 bauen auch die Chinesen den Schlafmohn zu medizinischen Zwecken an. Das frühe Christentum, das in einer Krankheit eine Strafe Gottes sah, verbot im 4. Jahrhundert mancherorts die Anwendung von Opium als schmerzstillendes Mittel. Karl der Große erneuerte dieses Verbot 810; Mohnsaft galt manchen Menschen als Satanswerk. Mit der arabischen Medizin kehrte Opium nach Europa zurück (Bei Operationen verwendete um 1000 der Bagdader Ophthalmologe Jesu Haly bereits Opium und Mandragora). Auch im um 800 entstandenen Lorscher Arzneibuch findet sich „Opium“ und im 12. Jahrhundert schrieb Hildegard von Bingen „Papaver … von dem machet man die besten opia …, und das safft geheltet man: das selbe ist gut zu manigerhande artzendye.“
Aus verschiedenen antiken Schriften geht hervor, dass man aus ausgepressten Pflanzen das Meconium (abgeleitet vom antiken griechischen Wort für den aus den Blättern und Kapseln entzogenen Saft) gewinnen kann. Meconium ist in seiner Wirkung schwächer als Opium, wurde aber ebenfalls als Schlaf- und Heilmittel genutzt.
Die außerordentliche Bedeutung, die die Entdeckung des Opiums für die Menschen von damals hatte, ist heute gut nachvollziehbar. Erstmals standen der Heilkunst Mittel zur Verfügung, die Schmerzen stillten und viele medizinische Eingriffe für den Patienten erträglicher oder gar erst möglich machten. Aus Opium hergestellte Präparate, zum Beispiel als Latwerge, fanden im Mittelalter auch Verwendung bei der Betäubung (Oberflächenanästhesie) von schmerzhaften Augenleiden.

## Nutzung
Es existieren zahlreiche Zuchtsorten, die sich unter anderem durch Gehalt und Zusammensetzung der Alkaloide unterscheiden.

### Mohn als Lebensmittel

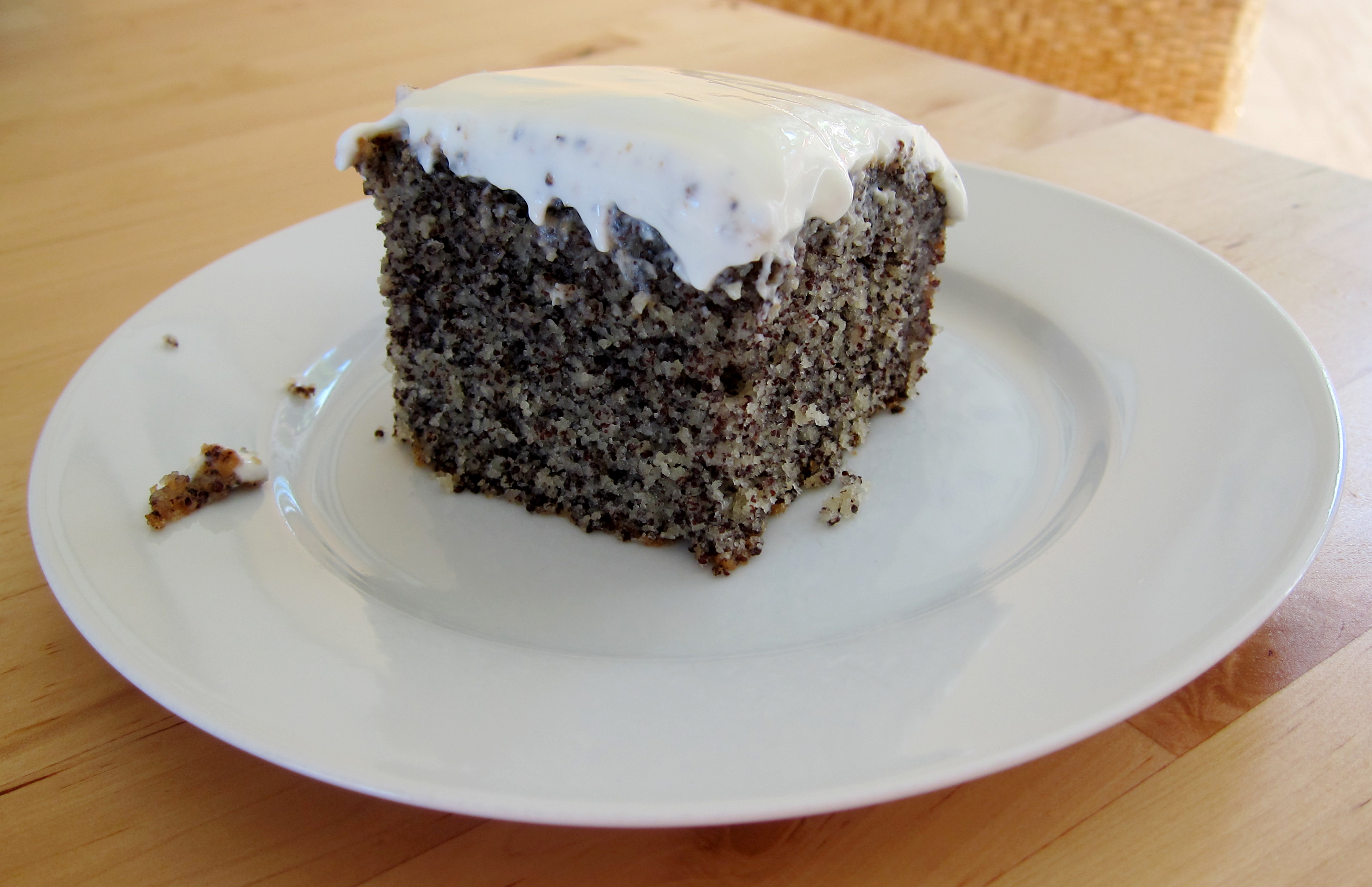
Mohnkuchen nach türkischem Rezept

Die ölhaltigen, angenehm und nussig duftenden Samen des Schlafmohns werden als Lebensmittel vor allem für Süßspeisen, Gebäck oder damit bestreute Brötchen verwendet: Mohnkuchen, Mohnstrudel, Mohnpielen, Mohnzelten, Mohnnudeln, Germknödel oder Mohnbrötchen, Mohnstangen und ähnliches. Daneben werden die Mohnsaaten auch als Gewürz und dank eines Fettgehalts von 40–50 % auch zur Gewinnung von Öl genutzt, als kaltgepresstes Speiseöl oder für kosmetische Zwecke (z. B. Hautcremes und Seifenherstellung). Ferner wird Mohn als Futtermittel sowie in der Pharmazie genutzt.
Es sind weiße, graue und blaue bis blauschwarze Mohnsaaten erhältlich. Die weißen Sorten stammen meist aus Indien, eine bekannte graue Sorte ist der Waldviertler Graumohn, und die in Deutschland gehandelten blauen Sorten stammen meist aus der Türkei, aus Tschechien, Ungarn und Australien. Jährlich werden in Deutschland rund 8000 Tonnen Mohnsaat verarbeitet. Zur Samengewinnung wird ausschließlich Schlafmohn verwendet, denn andere Arten der Gattung Papaver gelten als wenig ergiebig oder unbekömmlich. Gemahlener Mohn wird als Backmohn vermarktet.
Mohnsaat gehört zu den calciumreichsten Lebensmitteln und ist relativ reich an Vitaminen der B-Gruppe.
Ihr Morphingehalt ist in der Regel sehr gering und gesundheitlich unbedenklich, unterliegt jedoch Schwankungen aufgrund der verarbeiteten Sorten, der Herkunft, des Erntezeitpunktes und der angewendeten Sorgfalt und Verfahren bei der Herstellung. Insbesondere wird angenommen, dass es aufgrund neuer Erntemethoden, bei denen die Kapsel gequetscht wird, zu einer Kontaminierung des Produktes mit alkaloidhaltigen Kapselbruchstücken und Milchsaft und damit zu erhöhten Alkaloidgehalten im Endprodukt kommen kann. Das deutsche Bundesinstitut für Risikobewertung (BfR) nahm aufgrund von Medienberichten über hohe Morphingehalte bei Mohnsamen im Lebensmittelhandel 2005 eine Marktanalyse vor und empfahl eine „vorläufige maximale tägliche Aufnahmemenge“ von 6,3 µg Morphin je Kilogramm Körpergewicht. Aufgrund dessen und mit Hilfe von Abschätzungen über den typischen Mohnkonsum der Bevölkerung empfiehlt das BfR einen Richtwert von höchstens 4 µg/g Morphingehalt in Mohnsamen. Die in der damaligen Studie in handelsüblichem Mohn gefundenen Morphinmengen lagen teils darunter, teils erheblich darüber, so dass mit dem Bewertungsdokument des BfR ein Appell an die Branche erging, den Alkaloidgehalt ihrer Erzeugnisse zu senken.
Beim Schlafmohn wird der Milchsaft in der Kapselfrucht sowie im Stängel und den Blättern gebildet. In den reifen Samen ist er hingegen nicht enthalten. Sorten wie der Schlafmohn, die auch als Lebensmittel verwendet werden, können bei der maschinellen Ernte allerdings mit dem Milchsaft in Kontakt kommen und dadurch mit Thebain verunreinigt werden. Auf diese Weise kann Thebain unbeabsichtigterweise mit der Nahrung aufgenommen werden.
Das Bundesinstitut für Risikobewertung wies 2018 auf aktuell noch unzureichende toxikologische Erkenntnisse und lückenhafte Informationen zur Verzehrsmenge von Mohn in Deutschland hin. Das Institut riet, dass bei der Lebensmittelherstellung darauf geachtet werden solle, die Gehalte von Opiumalkaloiden, darunter auch Thebain, so weit wie technisch möglich zu verringern.
Auch wenn der Opiatgehalt im ungefährlichen Bereich bleibt, kann er bei Drogentests auf Opiate mit Hilfe von Urinproben zu positiven Resultaten führen. Es ist dann nicht zu unterscheiden, ob die Alkaloide durch Rauschgiftkonsum oder den Verzehr mohnreicher Nahrungsmittel aufgenommen wurden. In deutschen Gefängnissen ist aus diesem Grund der Verzehr von mohnsamenhaltigen Speisen untersagt. Gleiches gilt in der Regel für Krankenhausstationen im Rahmen von Entzugstherapien.

### Analytik von Mohnsamen
Die zuverlässige qualitative und quantitative Analytik von Mohnsamen hinsichtlich der als Drogen wirksamen Inhaltsstoffe erfolgt nach angemessener Probenvorbereitung mit chromatographischen Verfahren wie der HPLC und der Gaschromatographie, meist in Kopplung mit der Massenspektrometrie.

### Mohn als Rauschmittel

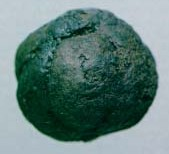
Opiumkügelchen

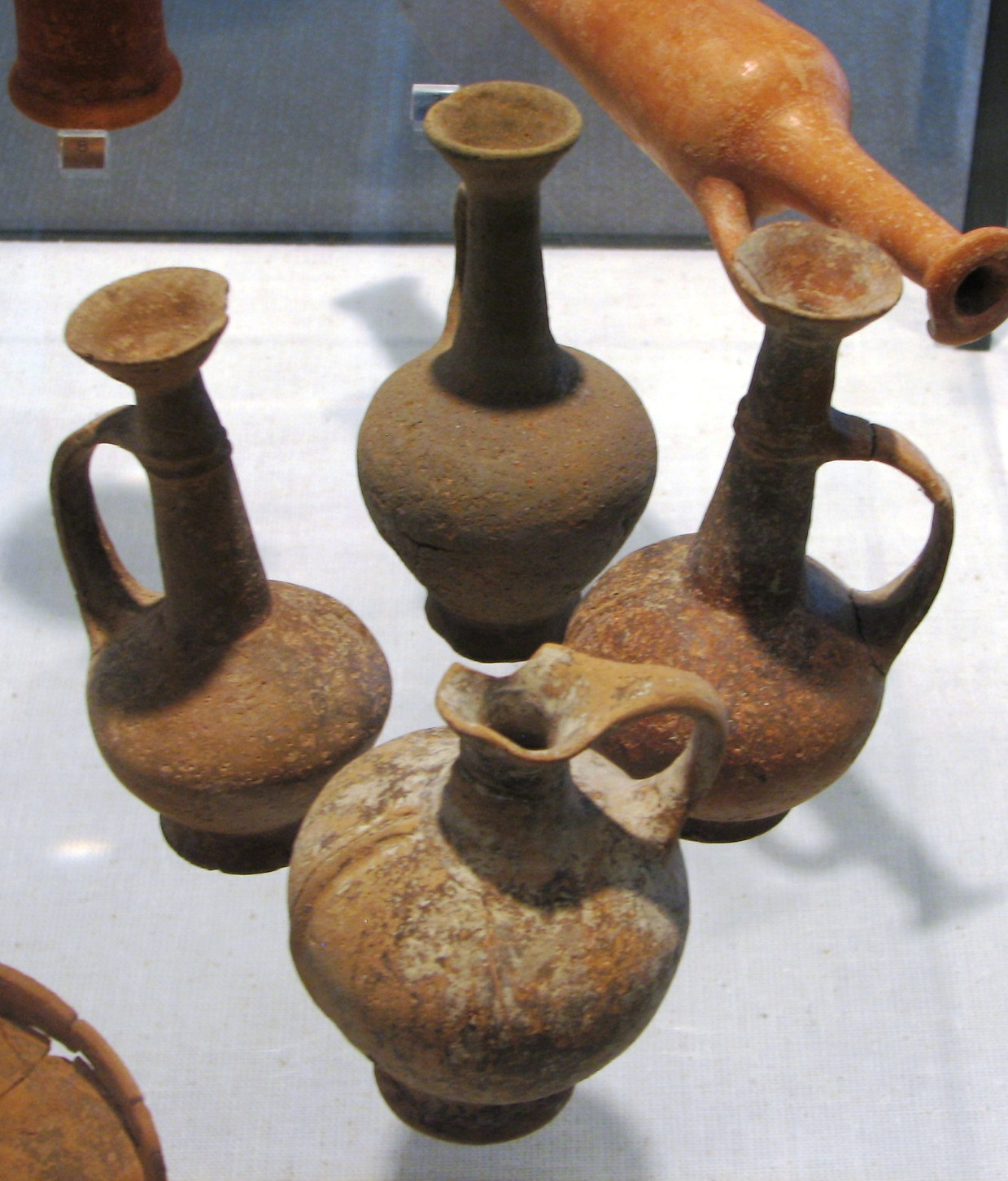
Die schlanken, vorwiegend auf der Insel Zypern hergestellten Bilbil-Krüge dienten u. a. zur Aufbewahrung von Opiumpaste.

Weitere Produkte des Schlafmohns sind die in dem weißen Milchsaft enthaltenen Alkaloide. Zu den wichtigsten der insgesamt 40 Alkaloide zählen Morphin, Codein, Papaverin, Noscapin (= Narkotin), Thebain und Narcein. Morphin, Codein und Thebain sind Morphinanderivate. Narkotin, Papaverin und Narcein dagegen sind Benzylisochinolinalkaloide. Ein großer Teil liegt als Salz mit der Mekonsäure gebunden vor (so genannte Mekonate). Das Heroin wird synthetisch aus dem Mohn-Inhaltsstoff Morphin hergestellt, ist aber selbst nicht im Mohn enthalten.
Ausgereifte Fruchtkapseln enthalten im Vergleich zu grünen mehr Codein und weniger Morphin. Aus getrockneten und fein vermahlenen Fruchtkapseln kann medizinischer Tee bereitet werden. In Trinkalkohol (Ethanol) löst sich Morphin wesentlich besser als in Wasser, sodass sich starke Tinkturen herstellen lassen.
Zur Gewinnung von Opium werden die schon dick angeschwollenen, aber noch grünen Mohnkapseln in den Abendstunden stellenweise angeritzt. In den folgenden Morgenstunden wird der getrocknete, braun verfärbte Milchsaft der gegliederten Milchröhren – das Rohopium – durch Abkratzen gewonnen. Dieser Vorgang wird mehrmals wiederholt, bis die Fruchtkapsel gleichmäßig vernarbt ist. Eine Kapsel liefert etwa 20–50 mg Rohopium, das 3–23 % Morphin enthält.
Rauchopium oder Chandu wird traditionell durch Wiederauflösen des Rohopiums in Wasser und anschließendes Einkochen gewonnen. Die feuchtbleibende Masse wird nun der Fermentation überlassen, die nach einigen Tagen oder Wochen abgeschlossen ist. Anschließend wird das Ferment getrocknet, bis es eine feste, knetbare Masse ergibt.
Eine andere Sorte Rauchopium wird durch Wasserlösung und filtrative Abscheidung des Latex und Wachses hergestellt.
Durch chemische Derivatisierung (Acetylierung → Säureesterbildung) des Morphins entsteht Heroin (Diamorphin, Diacetylmorphin), das die drei- bis sechsfache analgetische (schmerzstillende) Wirkung von Morphin besitzt.
Die illegalen Hauptanbaugebiete von Schlafmohn liegen in Afghanistan sowie in Südostasien (Goldenes Dreieck). Wobei die Taliban den Anbau von Schlafmohn nach ihrer Machtübernahme in Afghanistan weitgehend unterbunden haben (Stand 2023). Legaler Anbau zu medizinischen Zwecken wird hauptsächlich in Indien, Australien, in der Türkei und in ehemaligen Sowjetrepubliken betrieben.
Auch Tiere haben die berauschende Wirkung von Schlafmohn für sich entdeckt. So gibt es Berichte von wild lebenden Tieren, die in Indien über Schlafmohnfelder herfielen.
Siehe auch: Opiumkriege

### Mohn als Heilmittel
Schlafmohn wird seit dem Altertum unter anderem zur Schmerzlinderung verwendet. Im System der mittelalterlichen Humoralpathologie galt der natürlich auch als Schlafmittel genutzte Schlafmohn (gemäß Konstantin von Afrika) als kalt und trocken im vierten Grade. Verwendung fanden Blätter (etwa als Zutat eines Bilsenkrautöls oder der Pappelsalbe Populeum), Kapseln und Samen (Mohnsamen, früher auch magsamen). Im Mittelalter wurde das aus Mohn gewonnene Opium auch als Bestandteil von sogenannten Schlafschwämmen (lateinisch spongia somnifera) zur Narkose bei chirurgischen Operationen benutzt.
Morphin wird zur Schmerzbekämpfung bei starken Schmerzen, wie bei Tumoren, sowie bei chronischen Schmerzen verschiedenen Ursprungs eingesetzt, aber auch als Rauschdroge missbraucht. Morphin kann psychisch und physisch abhängig machen. Bei Überdosierung von Morphin setzt der Tod (Letale Dosis) durch Atemdepression ein. Codein besitzt nur ein Sechstel bis ein Zwölftel der analgetischen Wirksamkeit von Morphin und wird als Antitussivum bei starkem Reizhusten verwendet. Noscapin und Narcein sind nicht schmerzstillend und besitzen wie Codein eine antitussive Wirkung, die aber schwächer ist. Weiter sind Noscapin und Narcein im Gegensatz zu Morphin schwach atemanregend und bronchodilatatorisch. Papaverin wird angewendet bei Krämpfen des Magens, der Gallenblase, des Darms und der Harnwege und auch bei Nierenkoliken. Opiumtinktur wurde früher oft sowohl bei Magen-Darm-Krämpfen, Durchfall als auch bei seelischen Leiden verschrieben, wegen der suchterzeugenden Wirkung heute jedoch kaum noch. Die enthaltenen Benzylisochinolinalkaloide (z. B. Papaverin) können auch als Spasmolytikum eingesetzt werden.

## Rechtslage

### Deutschland
Die Einbeziehung des Mohnanbaus in das Betäubungsmittelrecht bedeutete in Deutschland das Ende des erwerbsmäßigen Mohnanbaus, der vor dem Zweiten Weltkrieg, in der DDR bis zur Wiedervereinigung, weit verbreitet war. Der Anbau von Schlafmohn ist in Deutschland genehmigungspflichtig, auch als Zierpflanze, und stellt bei nicht vorhandener Genehmigung einen Verstoß gegen das Betäubungsmittelgesetz (BtMG) dar. Dieser kann mit bis zu fünf Jahren Freiheitsstrafe oder Geldstrafe geahndet werden (§ 29 Abs. 1 BtMG, in schweren Fällen beträgt die Höchststrafe gem. § 29 Abs. 3 bzw. § 29a ff. BtMG i. V. m. § 38 StGB fünfzehn Jahre). Auch der private Anbau auf Kleinstflächen fällt unter die Genehmigungspflicht.
Die Zulassung für die morphinarme Sorte „Przemko“, die seit 1996 erhältlich war, wurde inzwischen wieder zurückgezogen, wie die Bundesopiumstelle mitteilte. Aktuell verfügen die ebenfalls morphinarmen Sorten „Mieszko“ sowie „Zeno Morphex“ über eine Zulassung für den deutschen Anbau. Die Genehmigung kostet für landwirtschaftliche Betriebe 240 Euro, für wissenschaftliche Einrichtungen 190 Euro und für Privatpersonen 95 Euro, wobei für letztere eine Erlaubnis nur für maximal zehn Quadratmeter und drei Jahre erteilt wird.

### Österreich

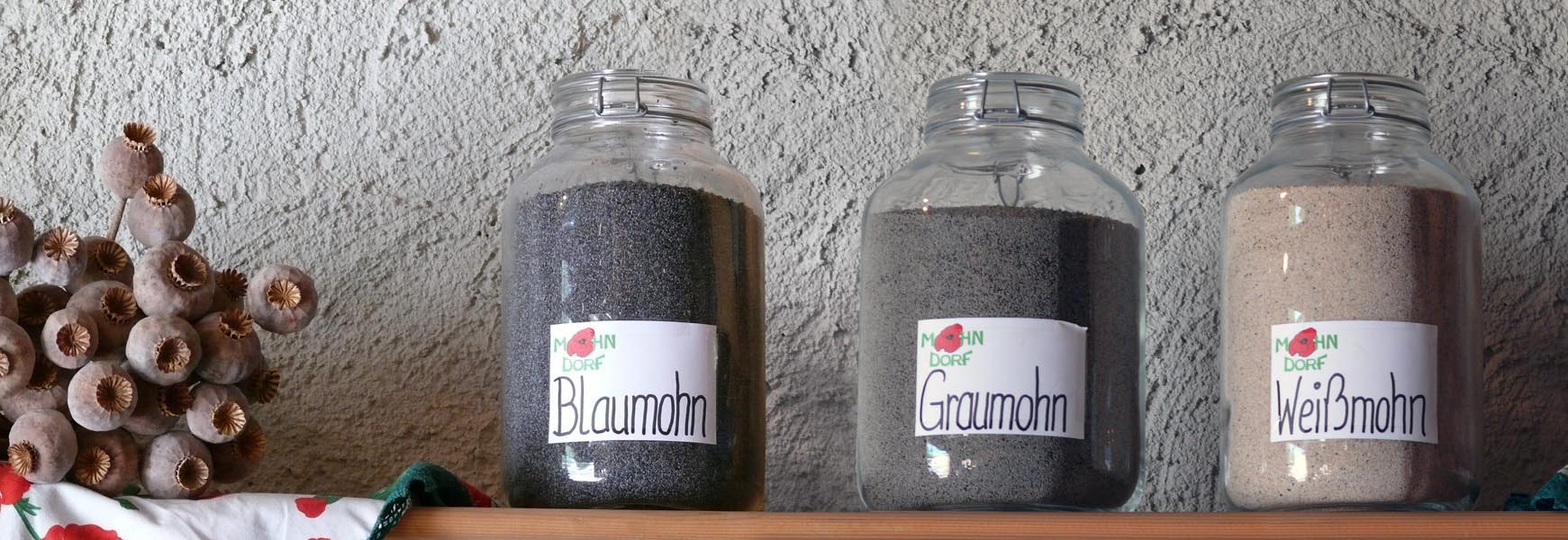
Blaumohn-, Graumohn- und Weißmohnsamen

Im Unterschied zu Deutschland ist der Anbau des Schlafmohnes in Österreich erlaubt und blickt auf eine lange Tradition zurück, die bis in die Hallstattzeit zurückreicht. Die österreichische Anbaufläche von Mohn betrug im Jahre 2017 3.012 Hektar, der Ertrag rund 15.000 Tonnen. Nicht erlaubt ist der Mohnanbau zum Zweck der Suchtgiftgewinnung (§ 27 SMG Abs. 1 Suchtmittelgesetz). Hauptanbaugebiete sind das nördliche Ober- und Niederösterreich (Waldviertel). Während in Oberösterreich hauptsächlich Blaumohnsorten angebaut werden, ist das Waldviertel berühmt für seinen großsamigen Graumohn mit seinen offenen Mohnkapseln, welche eine Kombinationsnutzung von Samen und unzerstörter Kapsel für floristische Zwecke ermöglicht. Dieser Mohn ist als „Waldviertler Graumohn g.U.“ durch die VO (EG) Nr. 510/2006 als europäische Ursprungsbezeichnung registriert. 

### Schweiz
Auch in der Schweiz ist der Anbau von Schlafmohn legal, hat aber bei weitem nicht mehr die Bedeutung früherer Zeiten. Seine größte Ausdehnung erreichte der Mohnanbau im Jahre 1945 mit 1313 ha Fläche, wobei der Mohn sowohl zur Ölgewinnung als auch zur Herstellung von Morphin für die pharmazeutische Industrie in Basel genutzt wurde. Nach Kriegsende ging der Anbau jedoch stark zurück (nur noch 3 ha Anbaufläche 1955) und wurde weitgehend eingestellt. Seit Beginn des 21. Jahrhunderts gibt es erneute Ansätze, wobei die staatliche Forschungsanstalt Agroscope Reckenholz-Tänikon (ART) den Mohnanbau speziell durch Bio-Landwirte fördert. Doch werden derzeit nur Kleinstflächen von wenigen Hektar bewirtschaftet, und es wird wegen des relativ geringen Mohnverbrauchs in der Schweiz – Gesamtjahresverbrauch ca. 114 t – nicht erwartet, dass der Mohnanbau über den Stand einer Nischenproduktion hinauskommt.

### Andere Länder
In den USA ist der Anbau von Mohn zur Opiatgewinnung illegal, die Einfuhr ist in Singapur streng reglementiert, in Saudi-Arabien, den Vereinigten Arabischen Emiraten und Taiwan ist der Besitz verboten, in China ist die Verwendung von Schlafmohn in Lebensmitteln verboten, obwohl Mohn und Mohnkapseln auf westchinesischen Märkten erworben werden können. Um das Aufspüren zu erschweren, werden diese häufig mit Chiliöl gemischt.